# Cryptolithodes sitchensis
Cryptolithodes sitchensis (лат.) — вид неполнохвостых раков из рода Cryptolithodes семейства крабоиды, представители которого обладают внешним сходством с крабами (Brachyura), но легко отличимы по редуцированной пятой паре ходильных ног и асимметричному брюшку у самок. Длина карапакса до 7,5 см. Обитают в восточной части Тихого океана вдоль побережья Северной Америки от Аляски до США. Донные животные, встречающиеся на глубине от 0 до 15 м. Безвредны для человека, не имеют промыслового значения. Охранный статус не определён.